# Котлов, Никита
Никита Котлов (англ. Nikita Kotlov; , род. 20 сентября 1991, Саранск) — американский футболист, полузащитник.

## Биография
Родился 20 сентября 1991 года. В большинстве источников местом его рождения указан Индианаполис, однако в приветственном видео для студенческой команды Котлов сказал, что был рождён в России. На студенческом уровне выступал за команду «Индиана Хузиерс», представляющую Индианский университет в Блумингтоне. 9 декабря 2012 года забил победный год в финале национального студенческого чемпионата против Джорджтауна. Был выбран на Супердрафте MLS 2014 клубом «Портленд Тимберс» в четвёртом раунде под общим 73-м номером, однако покинул команду ещё до начала сезона. 24 марта 2015 года подписал контракт с клубом USL «Сент-Луис». В апреле того же года сыграл за команду три матча в лиге, но оставшуюся часть сезона пропустил из-за травмы. После длительного перерыва возобновил карьеру осенью 2019 года, подписав контракт с мальтийским клубом «Моста». Дебютировал в чемпионате Мальты 24 августа в матче 1-го тура против «Таршин Рэйнбоус», в котором отметился забитым голом. Всего провёл за команду 9 матчей и забил 6 голов. Весной следующего года, в связи с пандемией COVID-19, чемпионат Мальты был сначала приостановлен, а затем досрочно завершён.